# Gabriel Pereira
Gabriel Victor do Monte Pereira (Évora, 1847 - Évora, 1911) foi um conservador e diretor da Biblioteca Nacional. Possui uma escola secundária com o seu nome em Évora.

## Biografia
Era filho de António Pereira da Silva, professor no liceu de Évora, e de Luísa do Monte Pereira descendente de uma antiga família de lavradores eborenses. Frequentou a Escola Politécnica de Lisboa e a Escola Naval.
Entre 1888 e 1902 foi conservador e director da Biblioteca Nacional. Desempenhou também o cargo de Inspector das Bibliotecas e Arquivos.
Apaixonado pela história e a arqueologia, encontrou em Évora um conjunto de fundos bibliográficos e arquivísticos assim como um vasto espólio arqueológico de suporte ao seu trabalho enquanto erudito. Dirigiu, juntamente com Enrique Casanova, a revista de arqueologia A Arte Portuguesa  (1895).
Traduziu do latim os grandes escritores gregos e romanos, nomeadamente Estrabão e Plínio, que caracterizaram a geografia da Península Ibérica. Estas obras constituem ainda hoje uma fonte importante para o exercício da arqueologia.
Uma das suas obras mais conhecidas, Estudos Eborenses, constitui uma importante referência para a história da cidade de Évora. Para além de estudos históricos produziu algumas obras integradas no género «literatura amena», que na terminologia oitocentista designava a literatura ligeira em forma de conto ou romance.
Autor também de: Pelos Subúrbios e Visinhanças de Lisboa. Edição da Livraria Clássica Editora de A.M. Teixeira & C.de 1910
Em 31 de maio de 1919 o Conselho Escolar da então Escola Industrial de Évora escolheu Gabriel Pereira para patrono da instituição. A reforma do ensino técnico de 1947/1948 retirou a designação do patrono às escolas do ensino técnico. A Escola passou a ser conhecida por Escola Industrial e Comercial de Évora. A recuperação do patrono deu-se em 1979, através da publicação da Portaria n.º 608/79, de 22 de novembro, ficando o nome da instituição fixado em «Escola Secundária Gabriel Pereira».